# The Right to Labor (film 1909)
The Right to Labor è un cortometraggio muto del 1909. Il nome del regista non viene riportato nei credit del film.

## Trama
Nella fabbrica dove lavora John, gli operai iniziano uno sciopero per questioni salariali. Lui, però, non partecipa allo sciopero e, anzi, insiste nel voler andare a lavorare benché i picchetti davanti alla fabbrica cerchino di fermarlo. La sua posizione irrita i compagni che cercano di fargli saltare la casa per aria, senza riuscirci.
Passano tre mesi. Ora John, che è diventato sovrintendente, riceve una lettera dal direttore generale dove quest'ultimo dichiara che le condizioni dell'impresa sono notevolmente migliorate e che tutti gli operai avranno un congruo aumento di stipendio. John, felice, avvisa subito i compagni per farli partecipi della magnifica notizia.

## Produzione
Il film fu prodotto dalla Lubin Manufacturing Company.

## Distribuzione
Distribuito dalla Lubin Manufacturing Company, il film - un cortometraggio in una bobina - uscì nelle sale cinematografiche statunitensi il 13 maggio 1909.